# Civilizația miceniană
Civilizația miceniană reprezintă prima epocă importantă a civilizației grecești, fiind opera aheilor. Termenul „civilizație miceniană” este pur convențional, în sensul că nu presupune existența unei unități nici teritoriale, nici politice. Dintre numeroasele mici state aheene, cel al cărui capitală a fost orașul Micene era desigur cel mai puternic (urmat de alte orașe ca Argos, Tirint, Pylos, Atena, Teba). Aheii sunt atestați în Grecia încă de prin anul 1600 î.Hr. În curând ei ocupă Grecia centrală, nordul Peloponezului cu insulele din zona centrală și sudică a Mării Egee. Înainte de 1400 î.Hr. cuceresc Creta și o jefuiesc de comori pe care le transportă la Micene.
Ultima mare întreprindere războinică a aheilor a fost războiul împotriva Troiei - război al cărui importanță a fost mult exagerată de poemele homerice. Pe locul unei așezări datând din neolitic au fost construite succesiv începând din mileniul al III-lea î.Hr. - de către o populație amestecată în această zonă - 9 orașe pe același loc cu acest nume. Troia era situată într-un punct care controla strâmtoarea Hellespontului și în plus poseda și un teritoriu foarte bogat, renumit și pentru creșterea berbecilor și cailor. O coaliție de 28 de state aheene, totalizând un număr de aproximativ 100.000 de luptători, îmbarcați pe 1.200 de corăbii, cele mai mari ducând câte 120 de oameni, sub comanda regelui Micenei, Agamemnon, au asediat timp de zece ani Troia. Evenimentul este plasat de Eratostene în anul 1183 î.Hr. După ce au cucerit orașul și l-au jefuit, aheii s-au retras.

Civilizația miceniană nu a durat nici șase secole. Rând pe rând palatele și cetățile miceniene au fost jefuite și distruse. Singura cetate care și-a continuat existența încă multe veacuri a fost Atena. Orașul Micene a supraviețuit până către 1100 î.Hr. Cauza prăbușirii civilizației miceniene a fost în principal determinată de invazia ultimului val de triburi grecești ale dorienilor, invazie în urma căreia va dispărea - pentru o perioadă de cinci secole - și scrierea în Grecia.
Săpăturile arheologice inagurate în 1876 de către Heinrich Schliemann au dezvăluit o civilizație impunătoare și bogată, deschizând calea cercetării epocii bronzului în Grecia.

## Așezări și morminte

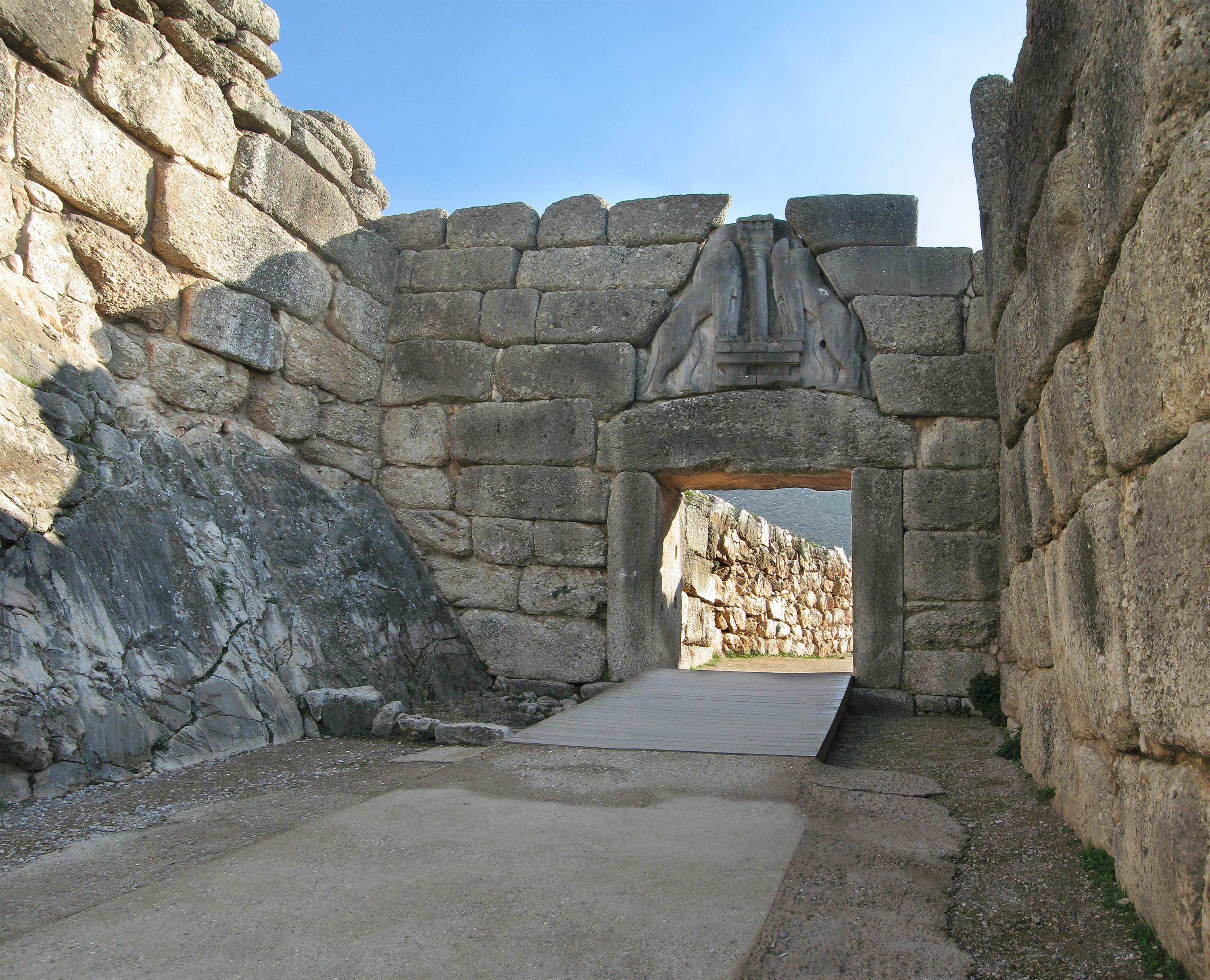
Poarta Leilor

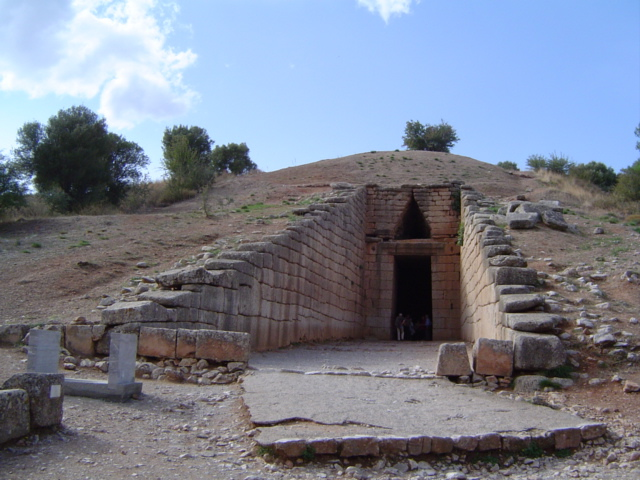
Tholosul lui Atreu

Așezările civilizației miceniene sunt în mare parte cunoscute de pe urma descoperirii vestigiilor arheologice. Civilizația miceniană a avut începuturi modeste, în 2150 î.C., grupuri de păstori și războinici indo-europeni coborând din nordul peninsulei în Grecia.
Procesul de cristalizare a dinastiilor aheene este atestat la Micene, unde a fost descoperită o arie funerara circulară (ca cercurile de morminte A și B), unde erau îngropați războinici bogați. Stelele funerare reprezentau scene simbolice de victorie și de vânătoare regală. Inventarul bogat al acestor morminte consta în câteva mii de obiecte de preț-arme de paradă, vase, bijuterii de aur și argint și măști de aur, ceea ce indică opulență și un statut superior al defuncților.

Către 1400 î.C., mormintele cu tholos - falsa cupolă, de dimensiuni impresionante (ca cel de la Micene care măsura 13 metri înălțime și 15 metri diametru) deveneau semnul unui statut singular în ierarhia socială. Mormintele cu tholos, citadelele-palat sau zidurile ciclopice indicau prezența unor regi care dominau asupra aristocrațiilor (ale căror morminte indică un statut de subordonare față de cele ale regilor cu tholos) și asupra populației din teritoriile care depindeau de centrele fortificate.
Căpeteniile miceniene dispuneau de arhive și de o ierarhie funcționărească și militară, asigurându-le controlul economic și politic asupra teritoriului aferent.
Cetățile din timpul epocii miceniene au fost construite folosind stilul de piatra ciclopică, cu intrări și porți largi. Aceste cetăți au fost sedii administrative pentru conducătorii. Pe culmile cetăților  s-au construit palatele regilor. Planul de bază a acestor palate a fost similar  cu structurile minoice, cu diferite camere pentru funcții diferite. Clădirile nu erau complexe în structură și s-au construit în jurul unui megaron central. Designul structural a fost un element timpuriu de arhitectură heladică.
Oamenii de rând au trăit la poalele cetăților din mediul rural sau în regiunile din apropiere. Aceste așezări erau amplasate pe coline sau pe câmpie, unde terenul era fertil și apa era  abundentă. Câmpiile, laolaltă cu porturile au avut o importanță din punct de vedere  economic și comercial.
Incintele impunătoare și palatele monumentale ca cele de la Micene, fortificau masiv acropola de pe malul Khaos, cu monumentala Poartă a Leilor.

## Războiul troian

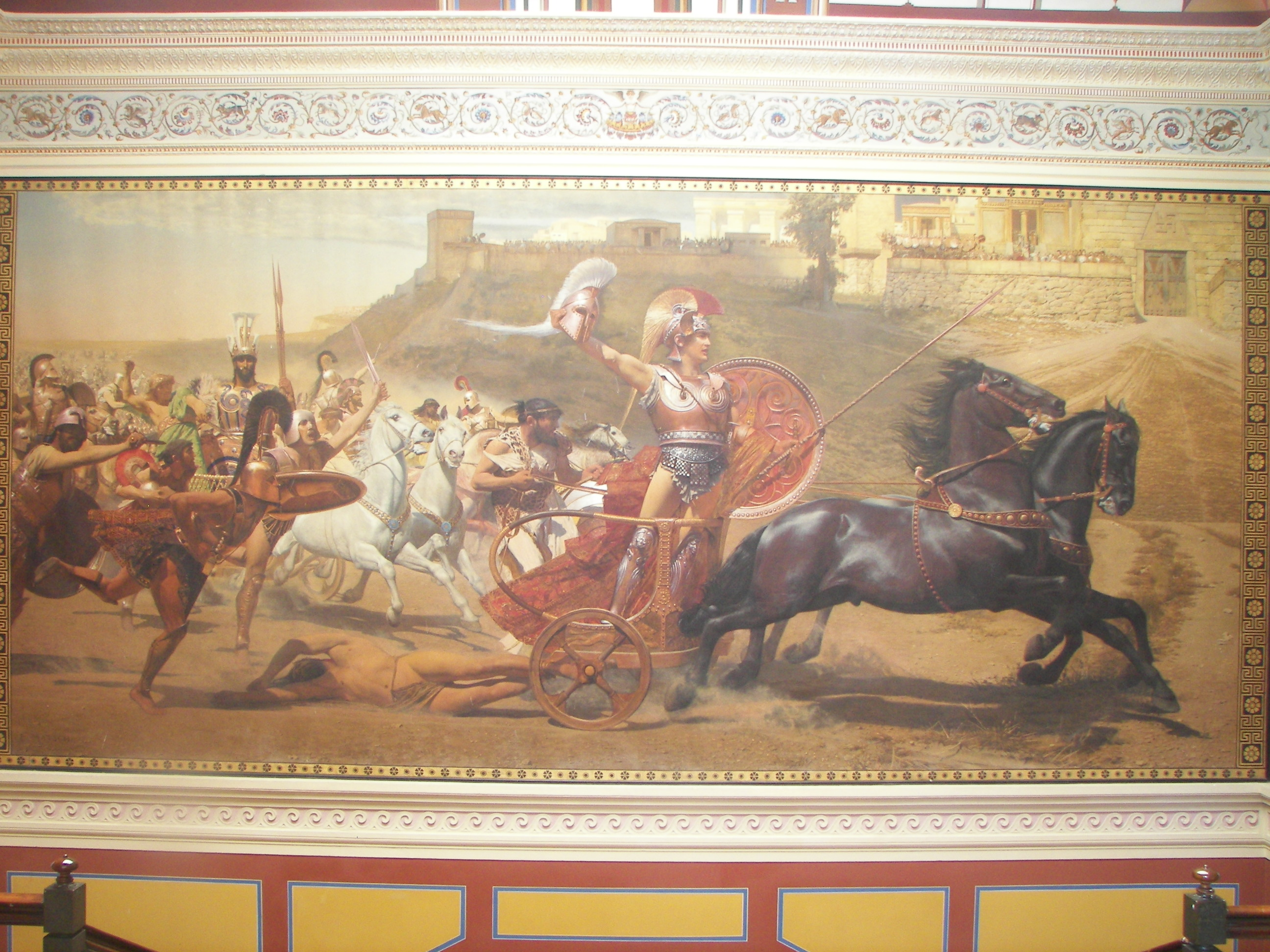
Ahile

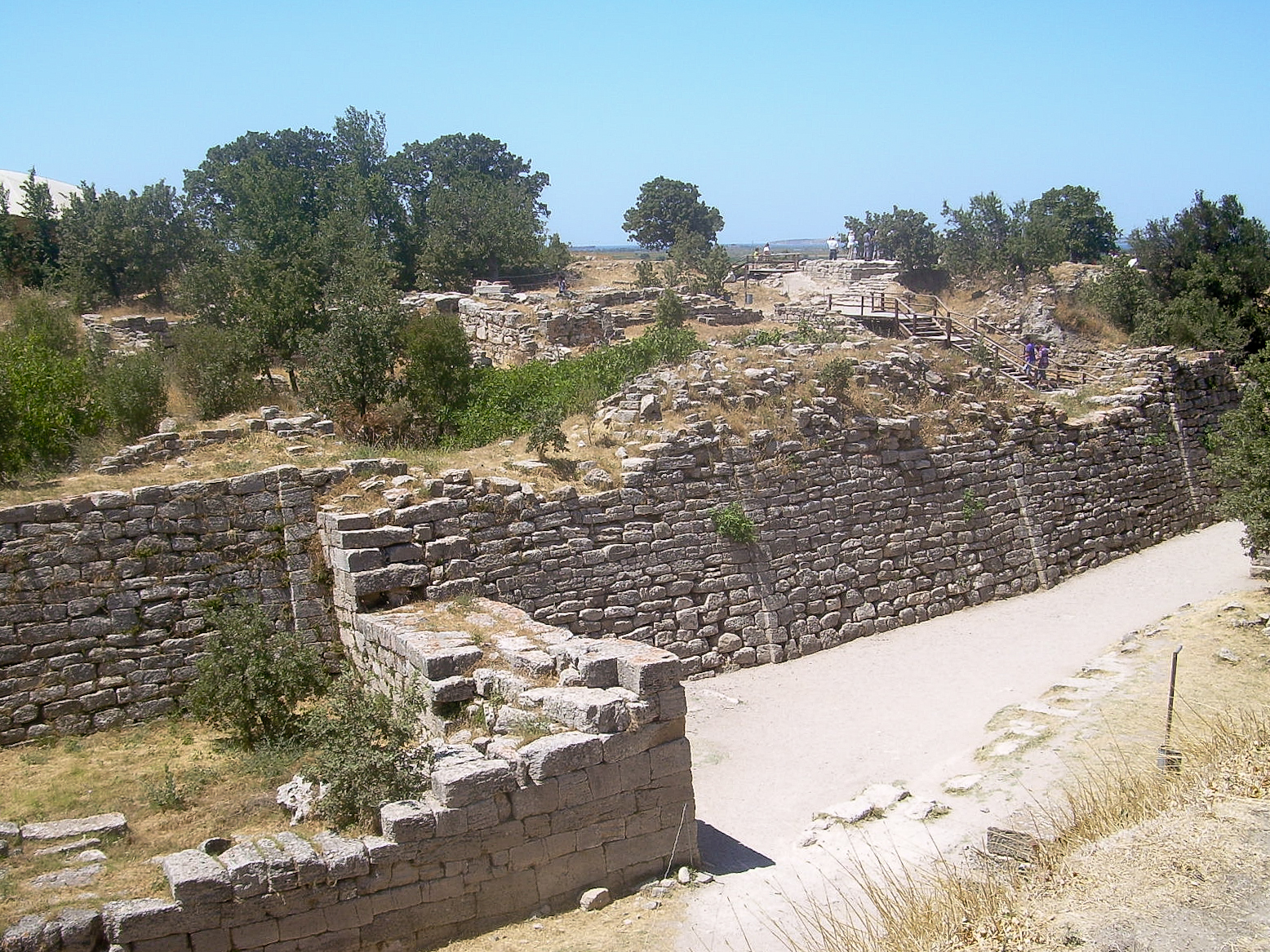
Zidurile Troiei

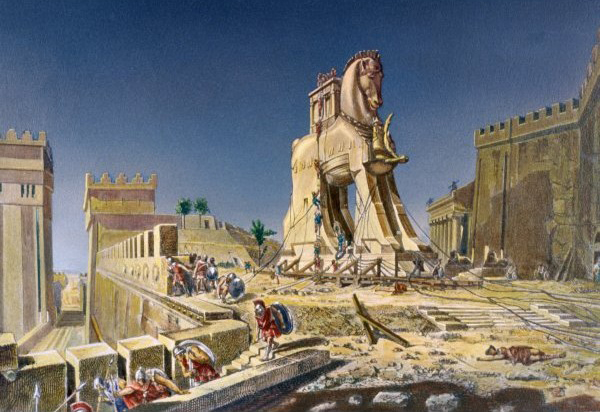
Calul Troian

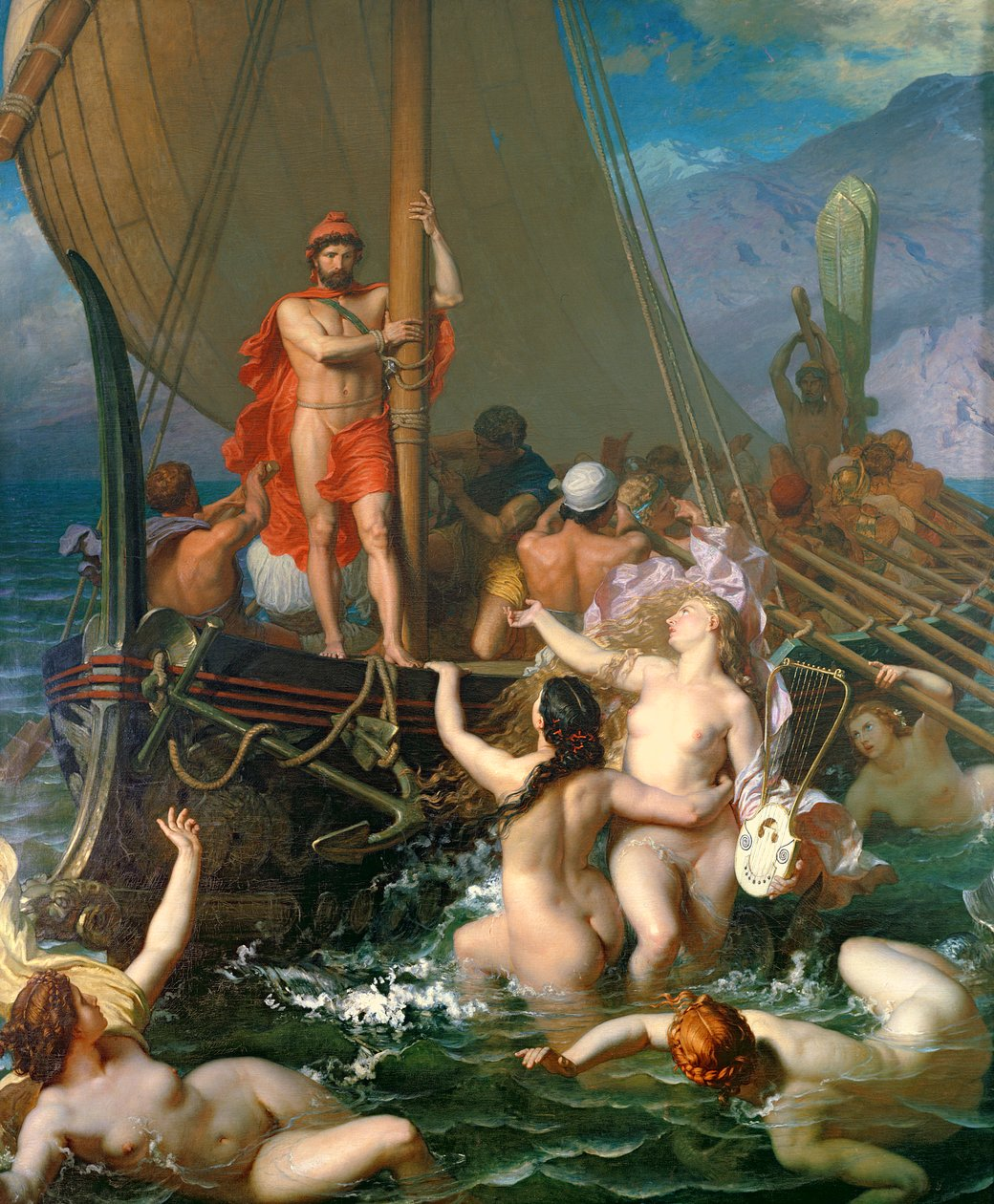
Ulise si Sirenele

În anii 1800 d.C., un arheolog german, Heinrich Schliemann, era convins că troienii și ahei au existat. Fascinat, cu Iliada  în mână,  Schliemann a propus să găsească Troia. Bazat pe o descriere în Iliada, Schliemann a găsit un deal din Turcia modernă, care se potrivea acestei descrieri   din Troia. Uimitor, când Schliemann a săpat, Troia a fost descoperită.  Schliemann a plecat în Grecia, unde a descoperit orașul pierdut   Micene în munți. Palatele miceniene atestau bogăția regilor pe care le-au condus. Palatele cuprindeau săli de întâlniri imense, numite Megaronuri, și mormintele regilor îngropați împreună cu bogățiile lor. Mormintele de  mai târziu, numite tholos, sau mormintele stup, au fost construite din pietre masive și acoperite cu pământ.Cele mai importante  orașe-state miceniene includeau Micene (locul de origine al lui Aggamemnon), Tirint(locul nativ al lui Heracle) și Pylos (locul nativ al lui Nestor). Pylos, situat în apropiere de mare, a fost singurul oraș-stat, care nu avea ziduri ciclopice, prin urmare, nu a fost o cetate ca Micene si Tyrint. Deoarece Grecia era predominată de munți, cea mai bună formă de transport era pe mare.
Iliada expune asediul Troiei în Asia Mică de către ahei. Legenda spune  că Elena, regina miceniană a  orașului-stat   Sparta, a fost  răpitã și adusă la Troia de prințul troian, Paris. Orașele-state grecești  au reacționat prin trimiterea  flotei  pentru a ataca Troia într-o încercare de a o aduce  pe Elena înapoi acasă. Fiind o cetate bine zidită, Troia a fost foarte dificil de asediat, și războiul a durat timp de zece ani. În cele din urmă, Ulise, și Regele Ithaca, au conceput un truc de a infiltra  un cal mare construit din lemn  în interiorul căruia se ascundeau câțiva soldați ahei. Restul forțelor s-au retras pentru a simula o înfrângere. Pentru troieni , calul lăsat la porțile cetății părea să fie  un cadou de la greci învinși și l-au introdus în oraș. După o sărbătoare triumfală , seara, Ulise și ceilalți ahei, ascunzându-se în cal, au deschis porțile pentru ca restul  aheilor să poată intra. Ahei au distrus  cetatea Troia și Elena a fost returnată Spartei. 
Zeii, fiind mâniați că a furat victoria, l-au pedepsit pe Ulise a cărui călătorie de întoarcere spre casa sa a durat zece ani, zeii creând obstacole în calea lui. În tot acest timp, soția sa credincioasă, Penelope, l-a așteptat cu răbdare. Această parte a poveștii se numește Odiseea .

## Limbajul

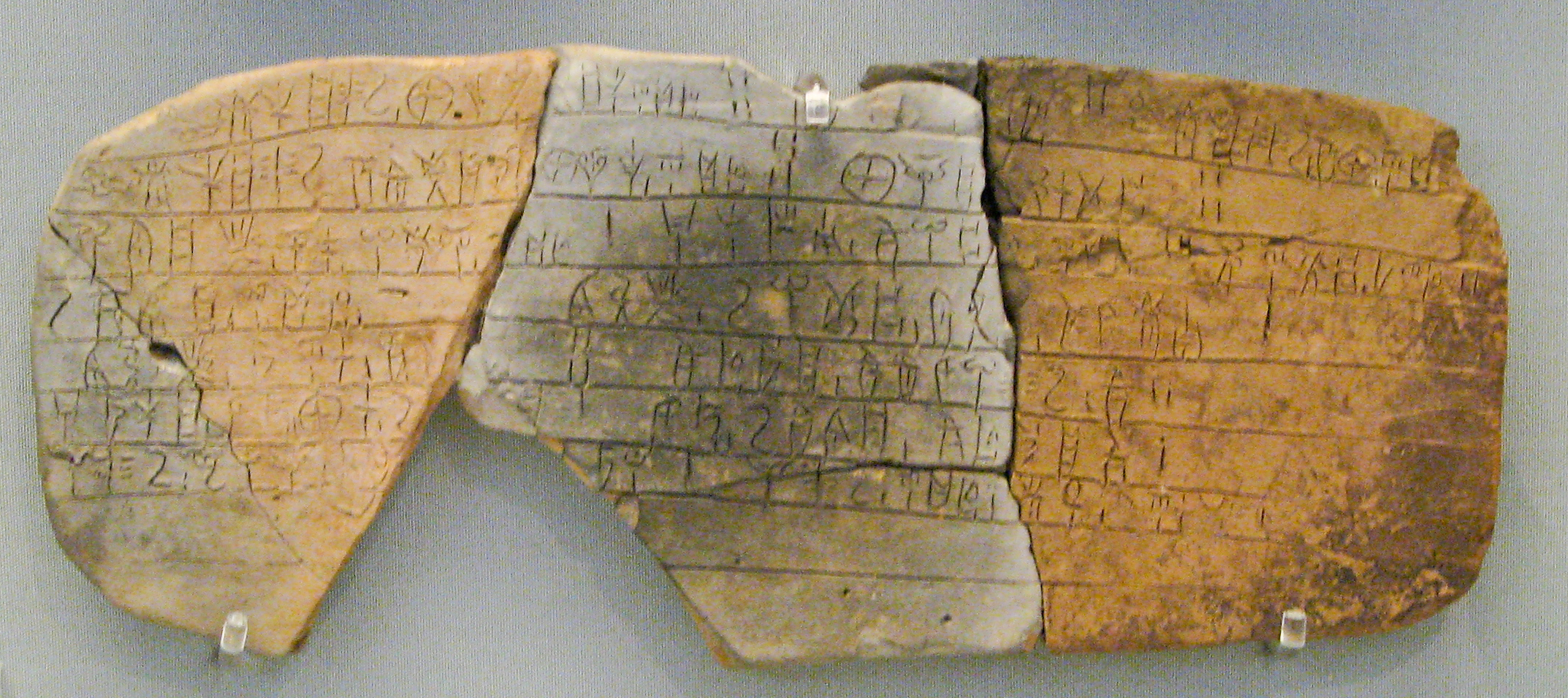
Linearul B din Pylos

Limba Linearului B, care era  scrisă în timpul civilizației miceniene a constat din aproximativ 200 de semne silabice și logograme. Acest limbaj a fost o formă îmbunătățită a Linearului A, scris în timpul epocii minoice. Este un sistem de scriere care a fost găsit pe plăcuțe datând încă din 1450 î.Hr. fiind folosit de civilizațiile miceniene până la colapsul acestora în jurul anului 1100 î.Hr., data căderii cetății Micene.
Limbajul a fost folosit mai ales la Cnossos și în Pylos.
Corpusul de epoca miceniană era format din 6.000 de tablete din Heladicul timpuriu spre Heladicul Târziu. Piatra Kafkania este cea mai veche inscripție miceniană datând din secolul al XVII-lea î.en.

## Economie și societate

Femeie miceniana

Diferența de clase în structura societății  s-a evidențiat din varietatea bunurilor cu care erau îngropați micenienii în mormintele lor. Este clar că a existat o clasă superioara de guvernământ formata din nobili  și o clasa inferioara formata din   oameni de rând. Producatorii direcți care erau grupați în comunități da-mo dependente, cu titluri precare, dețineau terenuri pe care le lucrau, atâta timp cât administrația palatului înregistra prestațiile în bunuri din partea acestora și interveneau în gestiunea terenului. Inscripțiile atestă mai multe categorii: deținătorii de kitimena kotona aveau loturi independente, iar kekena kotona li se acordau loturi de colectivitățile da-mi în schimbul unor obligații; onata-arendașii dețineau loturi cu titluri diferite de posesiune.
Aristocrația tereta primea și ea loturi de pământ.
La vârful ierarhiei politice era "Wanaka" (regele), care era liderul politic și religios și deținea terenuri numite temenea. Sub el erau  șefii locali și controlorii care îndeplineau sarcini administrative. Siguranța statului era  responsabilitatea unui Lawagetas, șeful armatei.
Din cauza acestei ierarhii eficiente, epoca miceniană a fost din punct de vedere economic și cultural afluentă, în timp ce armele găsite în morminte   confirmă că societatea lor era  înclinata spre domeniul militar.
Micenieni au urmat un sistem bipartit. Au existat două grupuri de oameni. Unul care  lucra la palat pentru conducători și un altul, care își desfășura activitățile independent. Dar chiar și acei oameni care lucrau la palat puteau să-si formeze propriile afaceri.
Cărturarii supravegheau și consemnau  producția și tranzacțiile economice. De asemenea, organizau distribuirea de rații și alocarea muncii.

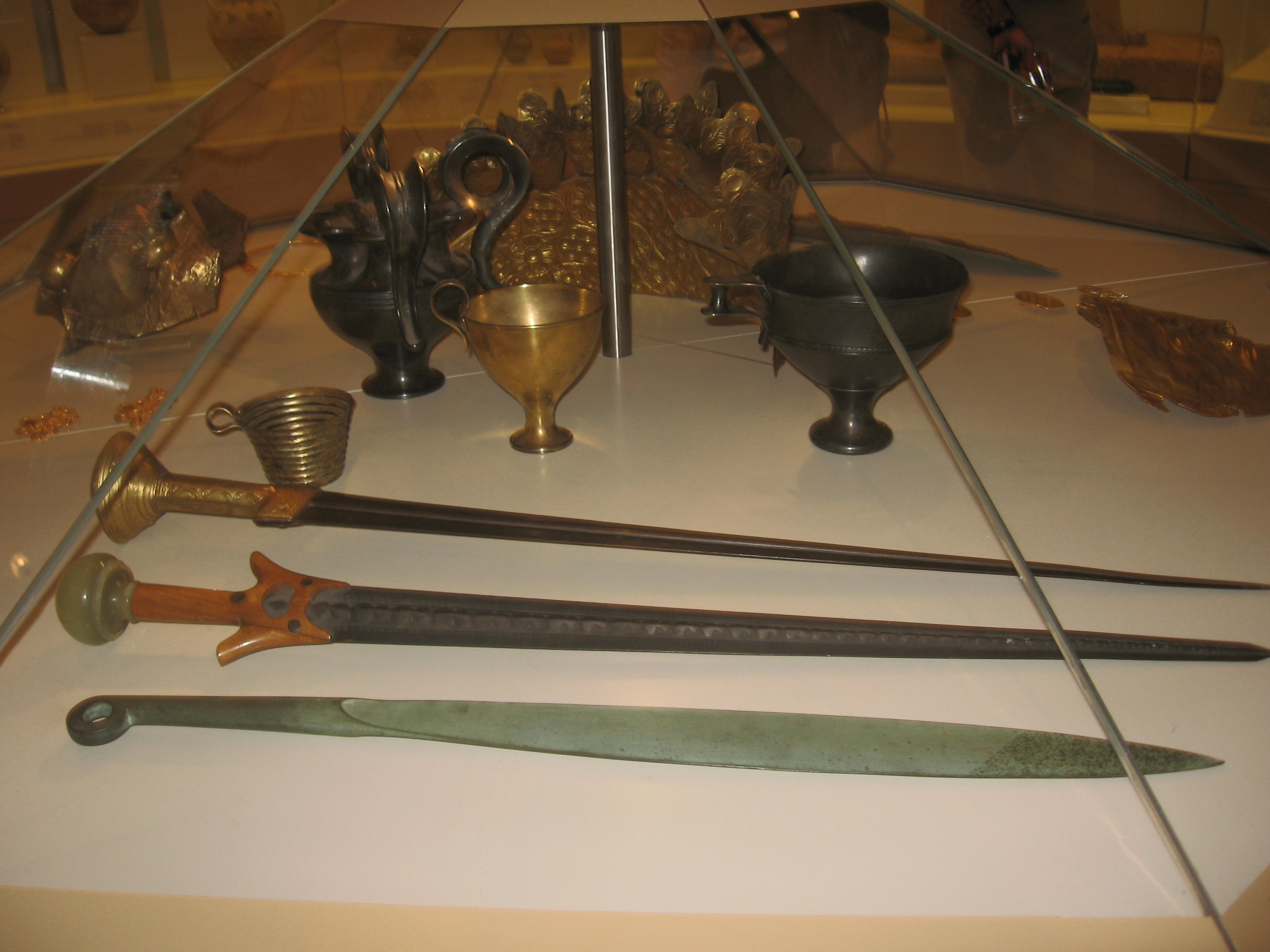
Arme miceniene

Activitatea militară era controlată de wanaka, administrația palatului consemnând numeroase inventare de arme: săgeți, lănci și săbii. 
Apogeul civilizației miceniene a coincis cu larga întrebuințare a carelor de luptă trase de cai, în posesia regilor, care își dotau războinicii de elită de rang înalt.

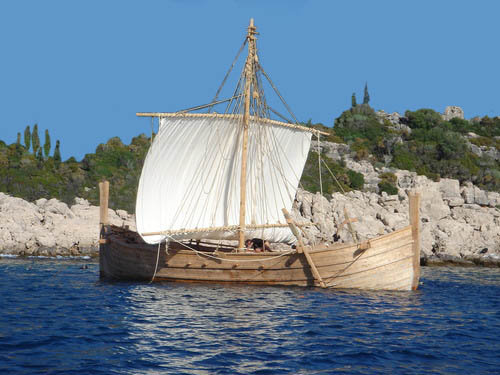
Reclădirea unei corăbii miceniene (a Epocii Bronzului), în 2013 d.C.

## Agricultură și meșteșuguri

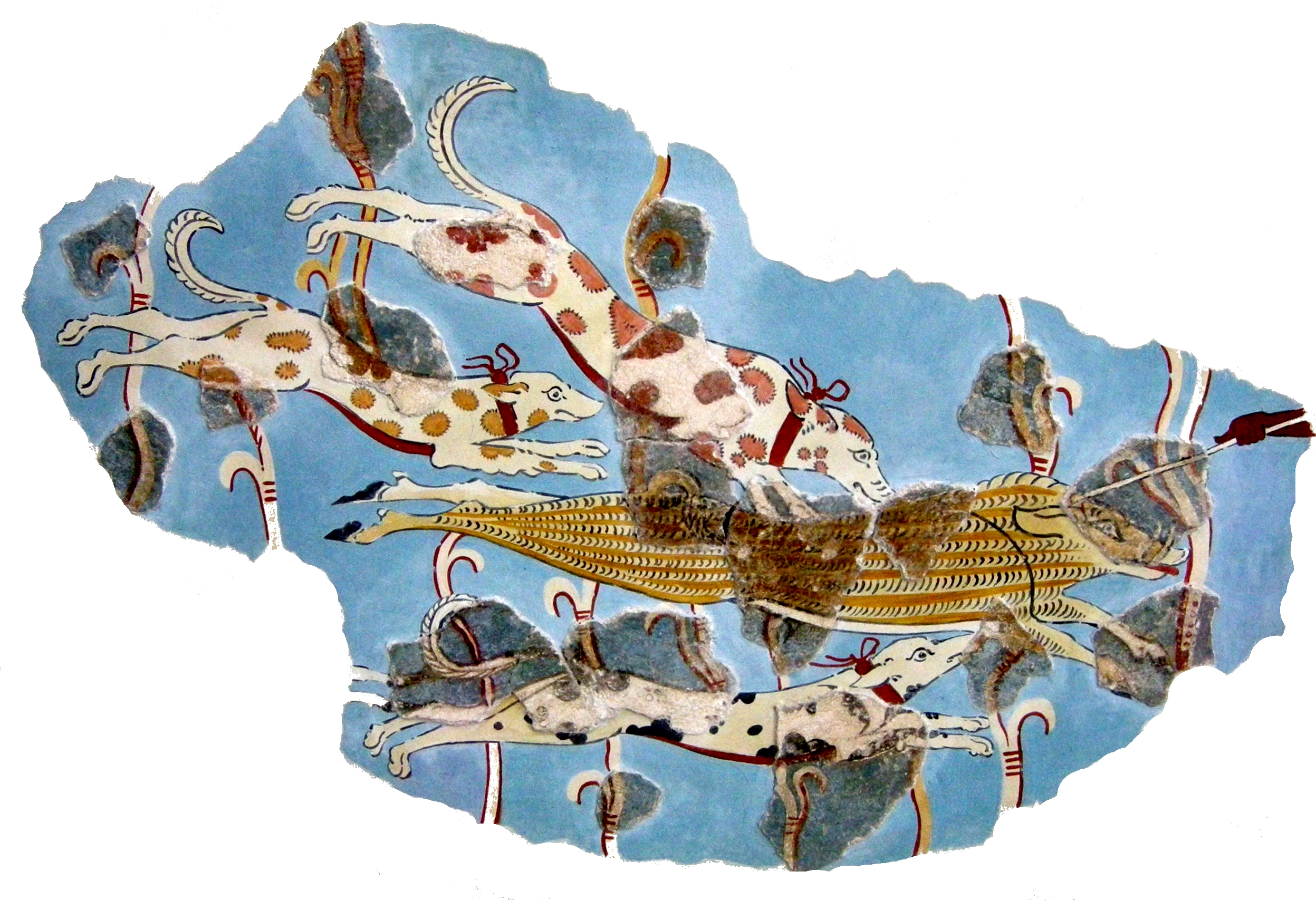
Frescă miceniană ce prezintă vânarea unui mistreț

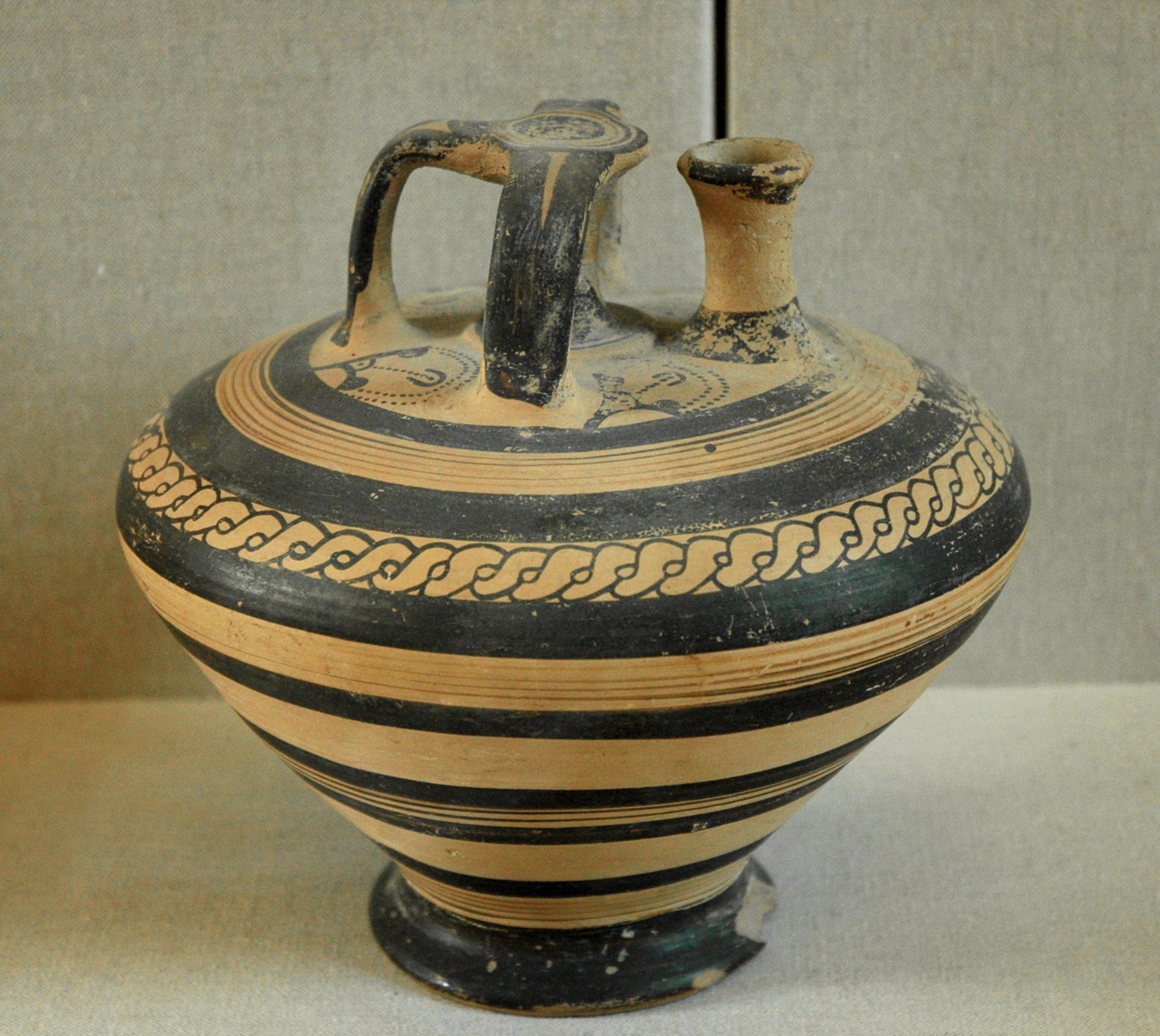
Vas micenian

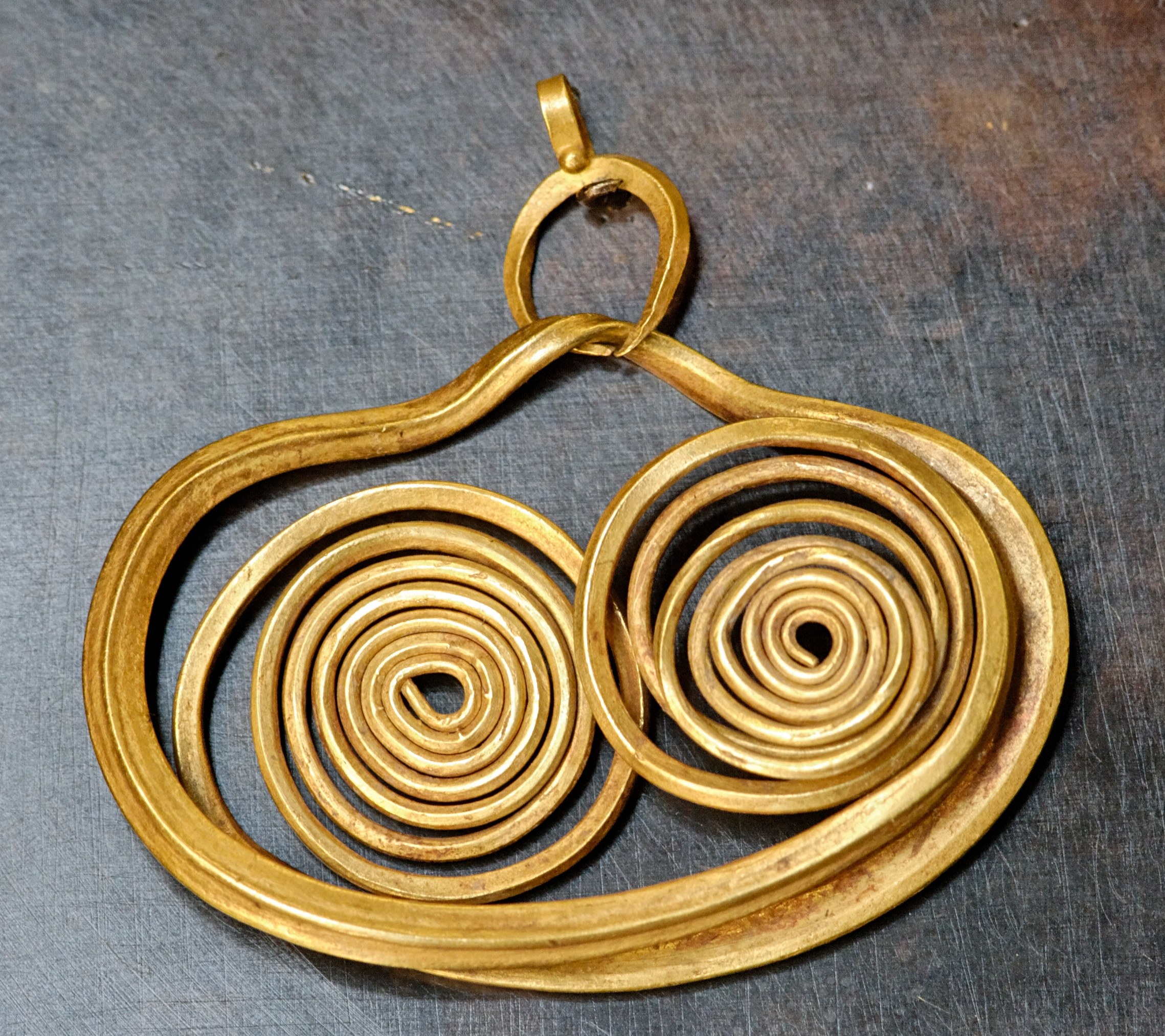
Cercei din aur

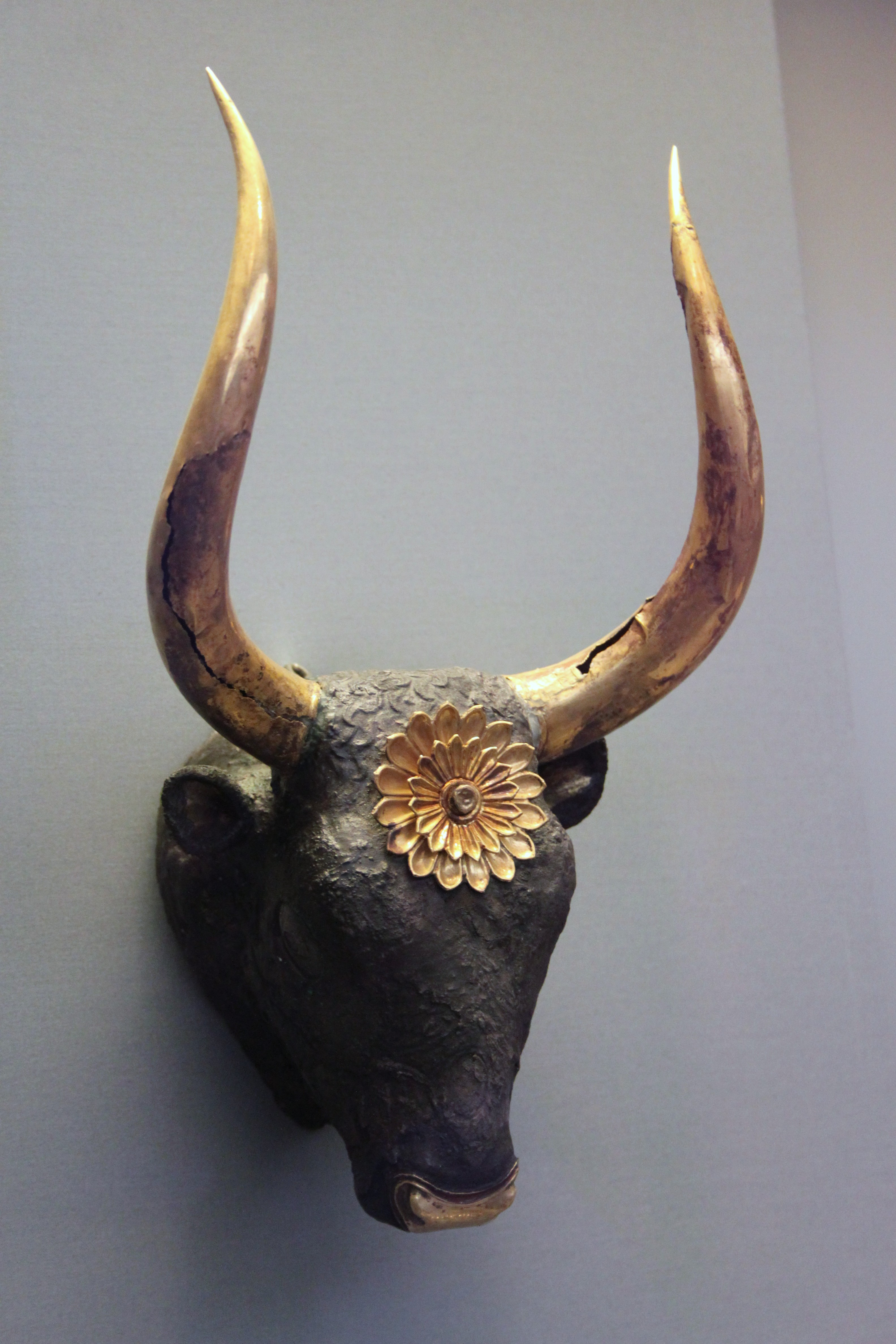
Rython de aur în formă de cap de taur

Economia agricolă era bine organizată, iar sistemul de  distribuire era  bine planificat, ce consta în centrele de depozitare pentru produse și recolte. Excedentul era ținut în palate ca o formă de impozit conform   înregistrărilor păstrate sub forma tabletelor de lut. Excedentul era utilizat pentru lucrări defensive precum incinte, drumuri și pentru întreținerea armatelor regale.
Bunuri importante erau cerealele, uleiul de măsline și vinul. Ierburile, condimentele și mierea erau de asemenea cultivate. Ovinele și caprinele erau crescute pentru lână și laptele lor. Bunurile și produsele, uleiul de măsline în special, erau exportate în țări străine.
Industria textilă a fost una dintre cele mai importante industrii în timpul civilizației miceniene. De la prima etapă a pășunatului oilor, lâna era stocată în palate și transformată în veșminte. Palatul de la Pylos avea circa 550 de angajați în industria textilă în timp ce la Knossos erau 900. Veșmintele din lână, fibre și de in au fost cele mai importante textile.
O altă industrie importantă a fost industria metalurgică, unde metalurgia era practicată într-o formă avansată. La Pylos erau angajați  aproximativ 400 de muncitori. La Cnossos, tabletele sugerează cantitatea săbiilor și armelor fabricate.
O altă industrie interesantă era industria parfumurilor. Uleiuri de trandafir, salvie, etc. au fost folosite pentru a face parfumuri și arome. Alți meșteșugari calificați erau aurarii, cioplitorii de fildeș, cioplitorii în piatră și olarii.
O varietate de materiale (lemn, piele și metal) au fost folosite la fabricarea de armuri, scuturi, căști, sulițe, săbii, pumnale și săgeți. 

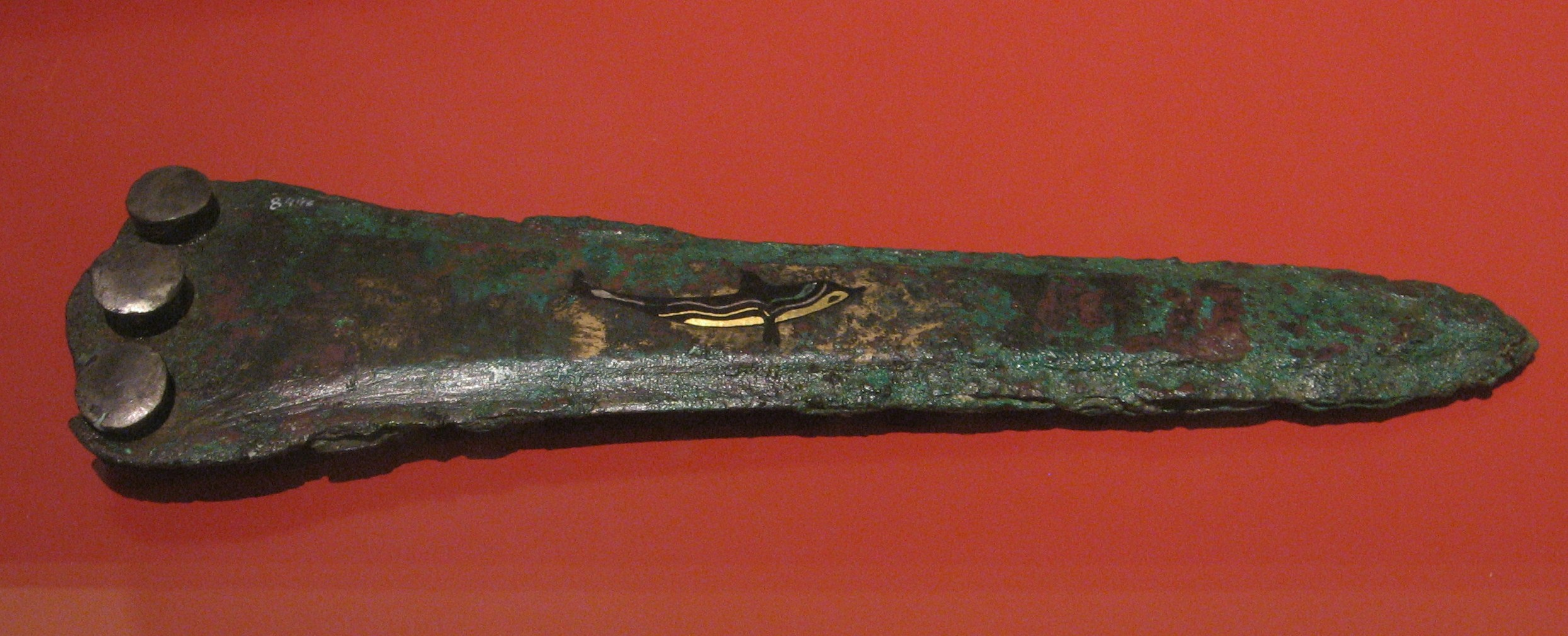
Pumnal din Prosymna

## Artă și religie

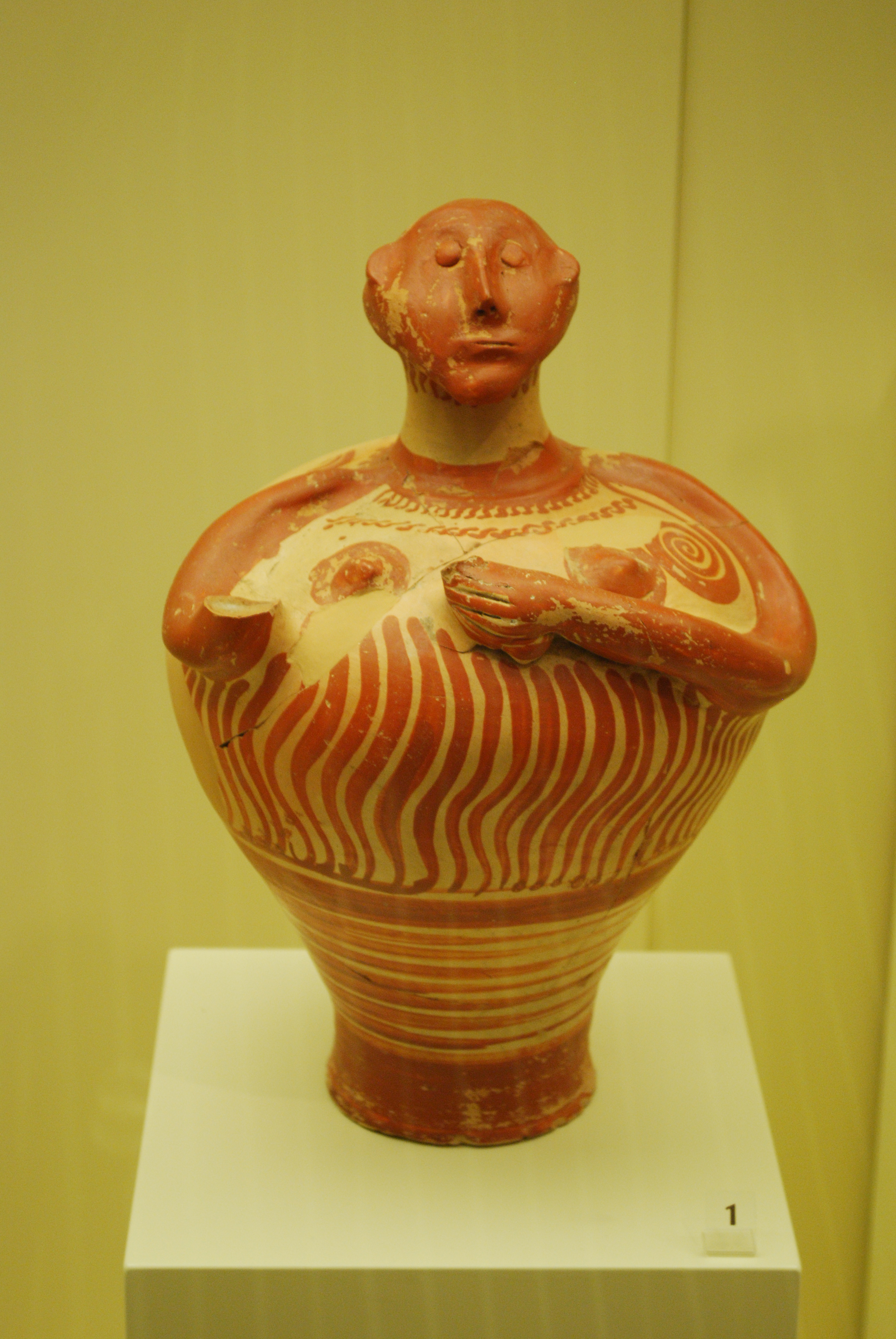
Idol micenian

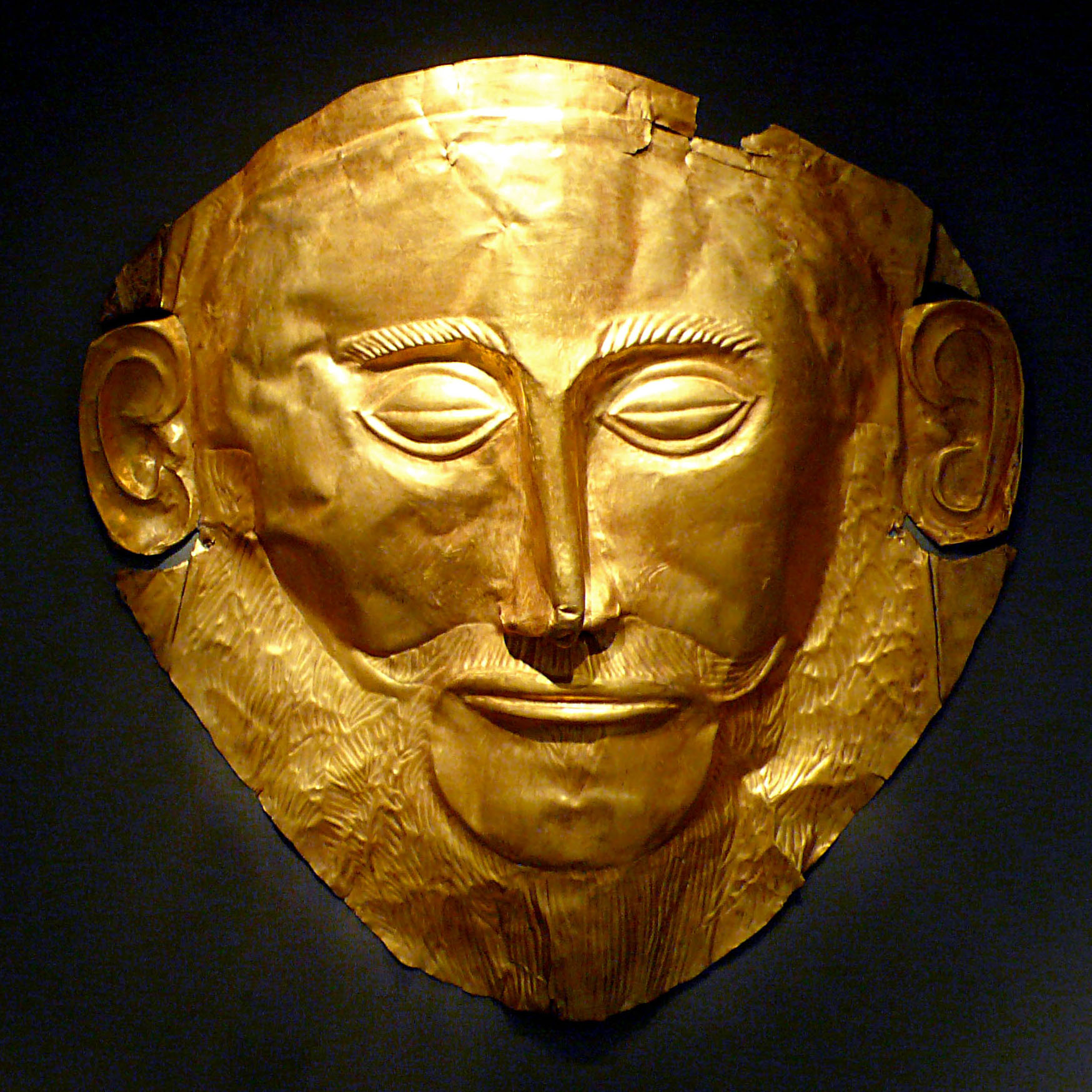
Masca lui Agamemnon

Se știe puțin despre practicile religioase la micenieni. Minoicii au avut o influență puternică asupra practicilor religioase și ritualurile practicate de micenieni.
Doar câteva texte descriu numele zeilor. O divinitate populară a fost Poseidon, (asociat cu cutremure). Alți zei importanți ai panteonului erau Doamna Labirintului și Diwia (Marea Zeiță), Zeus - Hera, Ares, Hermes, Athena, Artemis, Dionysos și Erinya.
Existau foarte puține temple și altare în care ar fi fost exercitate practici religioase. Se poate presupune că toate ritualurile erau desfășurate în aer liber sau în sanctuarele din vârfurile munților. Unele altare au un design structural tripartit.
Micenienii produceau ulcioare, kratere în care combinau apa cu vinul și potire. Vasele care au fost exportate au fost mai complicate de proiectat și aveau motive frumoase, reprezentând de multe ori războinici și animale. Navele în formă de trepiede, bazine, sau lămpi au fost găsite în cantități mari în siturile arheologice.
Statuete de teracotă includeau figurine antropomorfe și, uneori, figuri zoomorfe, cele mai multe dintre ele fiind de sex masculin sau feminin. Erau colorate și au fost adesea folosite ca statui de cult.
Temele în pictură includeau vânătoarea, scenele de război, procesiuni, mitologie și legendă. Mai multe fresce au fost, de asemenea, găsite în palate, în timp ce temele similare au fost utilizate si în ceramică.

## Sfârșitul civilizației miceniene
Există două teorii despre sfârșitul civilizației miceniene . Una este migrarea populației, a doua presupune lupte interne și conflicte. În conformitate cu prima teorie,  dorienii au inițiat un atac devastator , deși această ipoteză a fost pusă la îndoială deoarece dorienii erau  prezenți în Grecia în acel timp. Alternativ, s-ar putea ca " Popoarele Mării " să fi  atacat micenienii. Popoarele Mării sunt binecunoscute pentru invadarea multor regiuni din Levant, Anatolia și  Egipt.
A doua teorie sugerează un conflict social intern între bogați și săraci,  clasele de jos fiind extrem de  sărăcite spre sfârșitul perioadei  heladice târzii  . Până la sfârșitul  Heladicului Tarziu III, civilizația miceniană a ajuns la final atunci când orașele Micene și Tirynth au fost complet distruse. Sfârșitul civilizației miceniene a marcat începutul Evului Întunecat al Greciei.